# ЭП5Да
ЭП5Да (электропоезд пригородный, 5-й тип, демиховский, с асинхронным приводом) — первый проект российского низкопольного электропоезда переменного тока с асинхронным тяговым приводом, разработанный АО «Трансмашхолдинг» (ТМХ) для реализации на заводе (ДМЗ).

## История

### Предпосылки к разработке
Проект ЭП5Да имеет две важные особенности. Это пониженный уровень пола, а также асинхронный тяговый привод.

#### Предыдущие электропоезда России с асинхронным приводом
Преимущества асинхронных ТЭД (АТЭД) над коллекторными (относительная простота и надёжность) послужили основанием для использования их как в электровозах, так и в моторных вагонах. Попытки внедрить асинхронный привод на электропоездах принимались ещё в Советском Союзе. Рижским вагоностроительным заводом в 1970 году был выпущен восьмивагонный поезд ЭР9А-306, на котором были установлены АТЭД разработки Всесоюзного научно-исследовательского института электромеханики (ВНИИЭМ) и преобразовательные установки Таллиннского электротехнического завода. Однако сложность преобразователей, необходимость параллельной работы многих тяговых двигателей не позволили пустить электропоезд в нормальную эксплуатацию).
Первый постсоветский российский состав этой категории — ЭТ2А — был построен Торжокским вагоностроительным заводом (ТорВЗ), но ненадёжность приводов первого российского пригородного поезда с АТЭД привела к невозможности его использования. В итоге серийное производство не было начато, а опытные вагоны было решено разоборудовать.
Второй поезд подобного типа был выпущен на Демиховском Машиностроительном заводе под названием ЭД6. На этом поезде был применён тяговый привод фирмы Hitachi. Из-за проблем с новыми тележками моторных вагонов и трудностями стыковки аппаратуры разных производителей поезд в серию не пошёл. ОАО «РЖД» передало все шесть оставшихся вагонов Омскому государственному университету путей сообщения (ОмГУПС). Из них два вагона остались на площадке ОмГУПСа, один вагон ВУЗ передал железнодорожному техникуму в том же Омске, а ещё три – в филиал ОмГУПС Тайгинский институт железнодорожного транспорта (ТИЖТ).

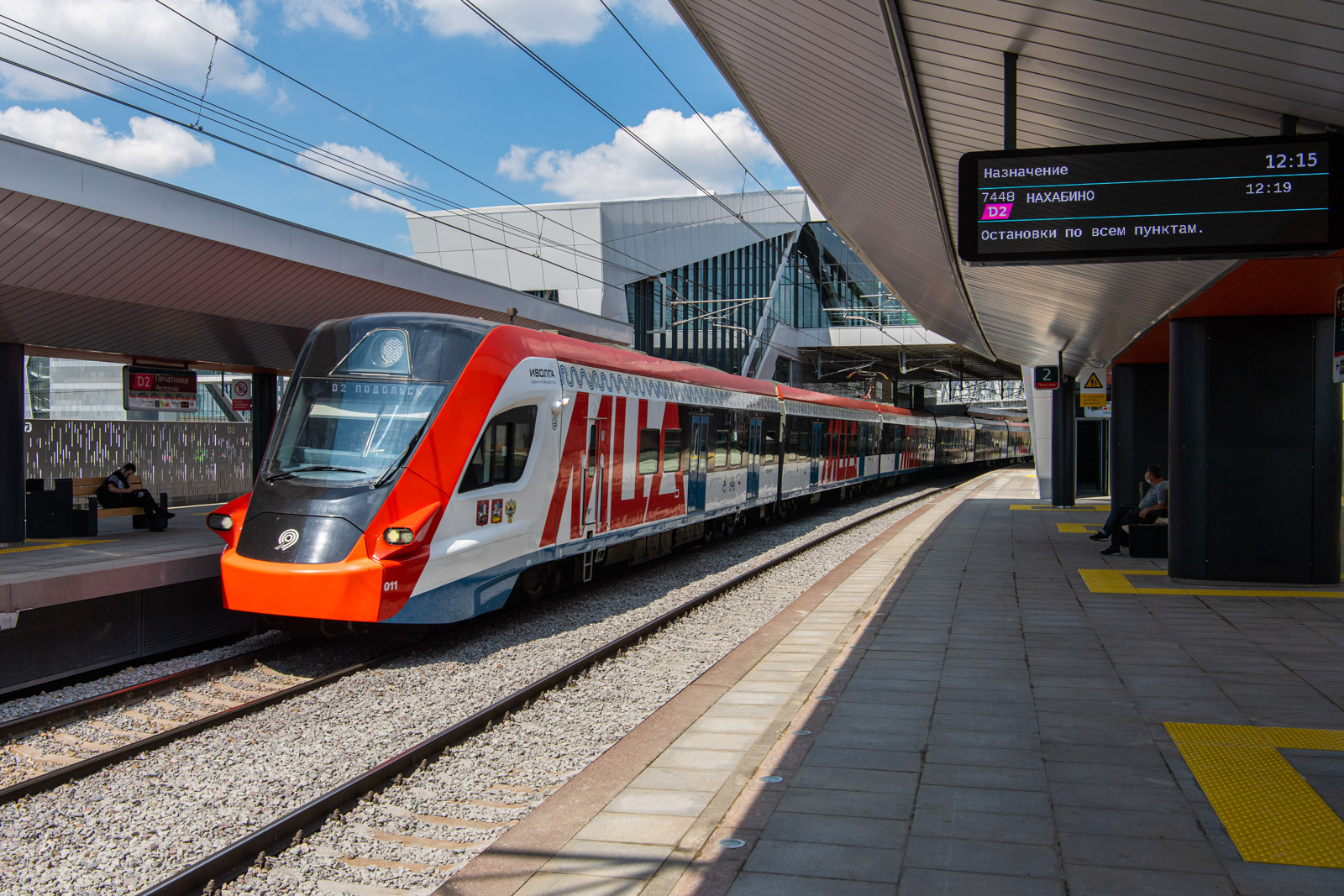
Если не считать вагонов метрополитена, ЭГ2Тв («Иволга-1.0», на фото) является первым серийным российским электропоездом с АТЭД

Что касается линий переменного тока, единственная российская модель электропоезда для них в то время — это ЭН3 (построен Новочеркасским электровозостроительным заводом, ввиду незавершённости испытаний не допущен к эксплуатации с пассажирами).
Также асинхронный привод пытались применить на высокоскоростном поезде Сокол-250 (ЭС250) почти одновременно с ЭТ2А, но он также не прошёл испытания.
В 2012 году к перевозкам пассажиров был допущен электропоезд ЭТ4А, созданный на ТорВЗ. Таким образом, до сертификации в 2016 году электропоезда ЭГ2Тв «Иволга», ЭТ4А фактически являлся единственным электропоездом отечественной разработки с АТЭД, допущенным для эксплуатации на железных дорогах (в России к тому времени несколько удачных моделей с АТЭД были разработаны и выпущены для метрополитена). Однако, в связи с тяжёлой ситуацией в то время на ТорВЗ, серийное производство ЭТ4А после создания третьего образца (ЭТ4А-003) стало невозможно.

#### История низкопольного подвижного состава
В России принято различать три основных категории железнодорожных остановочных платформ по высоте: высокую, среднюю и низкую. Высокая платформа — платформа, высота которой над уровнем головки рельса (УГР) составляет 1100 мм. Средняя платформа — платформа, высота которой над УГР составляет 550 мм. Низкая платформа — платформа, высота которой над УГР не более 200 мм. Соответственно конструкция выходов вагона для пассажиров может быть различной. Например, электропоезда ЭР22 и ЭР22В имели выходы, предназначенные для эксплуатации только с высокими платформами, а ЭР22М — комбинированные выходы, для всех трёх типов платформ. Однако, даже если вагон с высоким уровнем пола оборудован комбинированными выходами, при посадке пассажиров с низкой платформы им приходится подниматься до уровня высокой. Понижение уровня пола вагона, что и предусмотрено проектом ЭП5Да, позволяет упростить и ускорить посадку и высадку в таких случаях.
Низкопольный подвижной состав всё больше распространяется в различных странах. Например, эстонский оператор Eesti Liinirongid AS (Elron) перешёл на моторвагонные поезда семейства Stadler FLIRT (электропоезда и дизель-поезда с электрической передачей).
В августе 2019 года масштабный макет электропоезда ЭП5Да был представлен на Международном железнодорожном салоне «PRO//Движение.ЭКСПО». ТМХ планировал завершить разработку электропоезда до 2021 года, а к концу года получить на него сертификат.
12 марта 2020 года в Общественной палате РФ проходили общественные слушания «Пригородные перевозки: повышение эффективности, улучшение качества обслуживания пассажиров», где состоялась презентация проекта электропоезда ЭП5Да.
В апреле 2022 года Рижский электромашиностроительный завод (РЭЗ) отправил в адрес Университета ИТМО опытные образцы разработанной в университете системы управления преобразователем тягового электропривода (СУ ПТ ЭП5Да СНАБ.667527.001), основными функциональными узлами которых являются блоки управления (БУКПТ СНАБ.421413.002), содержащие модули контроллеров управления.
В 2022 году в рамках Международной выставки по электротранспорту «ЭЛЕКТРОТРАНС» был организован круглый стол «Тяговый электропривод: инновационные решения и актуальные вопросы энергосбережения», где Университетом ИТМО была представлена разработка системы управления преобразователем тягового электропривода переменного тока ЭП5Да.

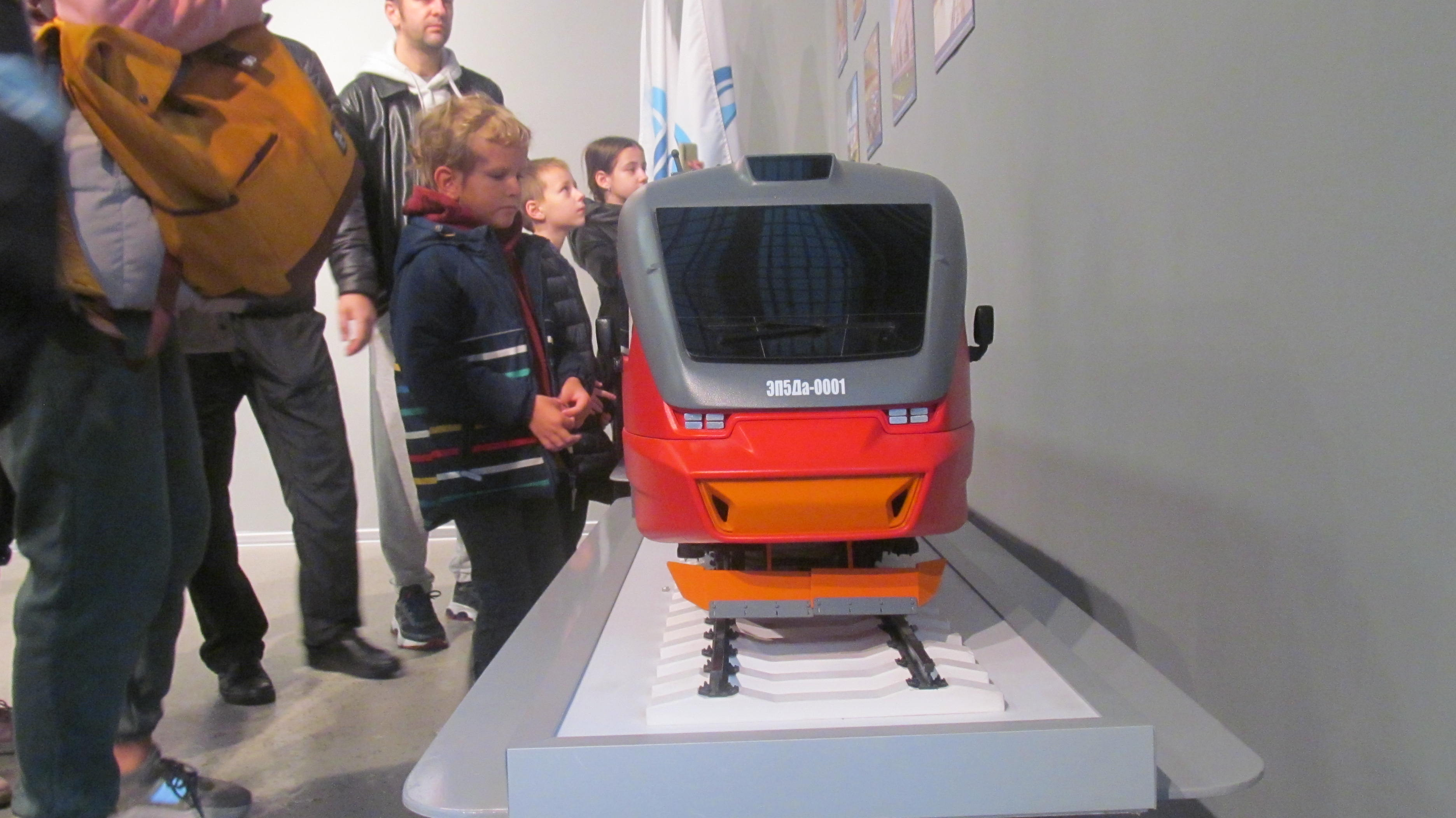
Макет электропоезда ЭП5Да (вид спереди)

## Проектные технические характеристики
Согласно проектной документации, ЭП5Да в четырёхвагонной составности должен иметь следующие характеристики:
- напряжение и род тока — 25 кВ 50 Гц переменного тока;
- ширина колеи — 1520 мм;
- конструкционная скорость — 120 км/ч;
- среднее ускорение до скорости 60 км/ч — 0,7 м/с²;
- количество мест для сидения — 299;
- расчётная населённость — 654 чел.;
- максимальная населённость — 1034 чел.

Составность электропоезда предполагается различной, в том числе с возможностью сокращать количество вагонов до двух (для линий с малым пассажиропотоком).

## Устройство тягового преобразователя
Питающее напряжение из контактной сети через главный выключатель подаётся на трансформатор, имеющий четыре вторичных обмотки. Вторичные обмотки разделены на две группы. Каждая обмотка из группы соединена со своим четырёхквадрантным (4QS) преобразователем. Постоянное напряжение, полученное на 4QS-преобразователе, через переключатель передаётся на инверторы. К инверторам может быть подключён один АТЭД или же несколько. В конструкции тягового преобразователя предусмотрено применение элементной базы на основе карбида кремния (SiC).